# Mathias Énard
Pour les articles homonymes, voir Énard.
Mathias Énard, né le 11 janvier 1972 à Niort, est un écrivain et traducteur français, récipiendaire de plusieurs prix littéraires dont le prix Goncourt 2015 pour son roman Boussole.

## Biographie
Mathias Énard est « fils d’un éducateur spécialisé niçois et d’une orthophoniste basque ». Il grandit dans le Poitou. Après une formation à l'École du Louvre, il suit des études d’arabe et de persan à l'INALCO. « Il s’est lancé dans une thèse sur «la poésie arabe et persane de l’après-guerre, et son rapport avec les littératures d’Europe» ».
Il passe son service militaire en Syrie, durant deux ans à Soueïda, où il donne des cours de français dans un centre culturel.
Après de longs séjours au Moyen-Orient, il s’installe en 2000 à Barcelone. Il y anime plusieurs revues culturelles. Il traduit deux ouvrages, l'un du persan, et l'autre de l'arabe. Il vit ensuite à Rome et à Berlin. Il participe aussi au comité de rédaction de la revue Inculte à Paris et, en 2010, il enseigne l'arabe à l'université autonome de Barcelone.
La Perfection du tir, son premier ouvrage, paraît en 2003, roman narratif d'un tireur embusqué durant une guerre civile — d'un pays non évoqué, mais qui pourrait être le Liban, — et son obsession de la mort : 

« Je ne savais plus si j'étais celui qui tirait ou celui sur lequel on tirait. »

 L'ouvrage est récompensé l'année suivante par le prix des cinq continents de la francophonie, et prix Edmée-de-La-Rochefoucauld. Il est aussi sélectionné au Festival du premier roman 2004.
 
Il est pensionnaire de la Villa Médicis en 2005-2006.
En 2008, Actes Sud publie son roman Zone, caractérisé par une seule phrase à la première personne, de cinq cents pages, (avec pour exceptions trois chapitres, extraits de l'ouvrage que lit le narrateur), et récompensé par plusieurs prix, dont le prix Décembre, le prix Candide et le prix du Livre Inter.

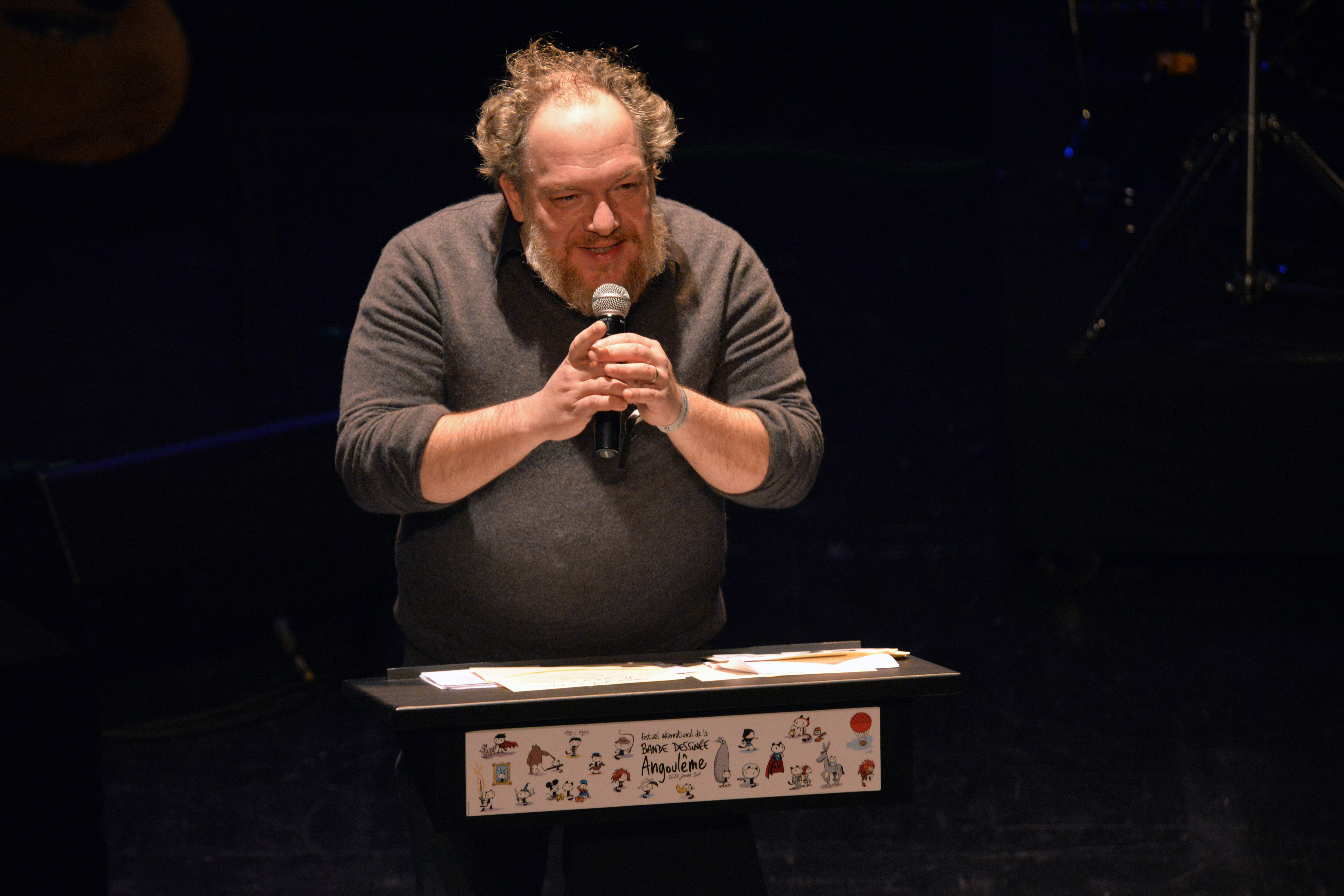
Membre du jury, Mathias Énard a remis le prix spécial au festival d'Angoulême 2017.

Il publie en 2010 chez Actes Sud un petit conte, Parle-leur de batailles, de rois et d'éléphants, sur un épisode probablement fictif de la vie de Michel-Ange, une escapade à Constantinople, où il débarque le 13 mai 1506 à l'invitation du sultan Bajazet II. Ce court récit montre la Constantinople tolérante et européenne qui a su accueillir les juifs chassés d'Espagne par les rois catholiques.  L'ouvrage est couronné par le prix Goncourt des lycéens 2010, et par le 25e prix du livre en Poitou-Charentes & La Voix des lecteurs en 2012, décerné par le Centre du livre et de la lecture en Poitou-Charentes.
Féru d'art contemporain, Mathias Énard a par ailleurs créé en 2011 les éditions d'estampes Scrawitch, et sa galerie homonyme, dans le 11e arrondissement de Paris, créée avec Thomas Marin, lithographe, et Julien Bézille, philosophe de formation.
En 2012, il publie Rue des voleurs chez Actes Sud, récit de voyage d’un jeune Marocain errant en Espagne lors des printemps arabes et du mouvement des indignés. Rue des voleurs est la réaction de l’écrivain à ces événements, ainsi qu’une réflexion plus large sur l’engagement et la révolte. Lors du Salon du livre francophone de Beyrouth (26 octobre - 4 novembre 2012), il reçoit le premier prix « Liste Goncourt : Le choix de l'Orient » décerné par un jury composé d'étudiants d'universités du Liban et d'autres pays du Proche-Orient, sur le modèle du prix « Liste Goncourt : le choix polonais ». Le prix de l'Académie littéraire de Bretagne et des Pays de la Loire a également été décerné à cet ouvrage en 2013.
En 2015, le prix Goncourt lui est décerné pour son roman Boussole qui traite de la vision de l'Orient par l'Occident.
Avec Zeina Abirached à la coécriture et au dessin, il scénarise en 2018 la bande dessinée Prendre refuge.
En 2019 il collabore au Monde des livres pour une rubrique hebdomadaire « Des poches sous les yeux »[source secondaire souhaitée].
En 2020, il enseigne comme professeur invité à l'université de Berne. Le prix Ulysse pour l'ensemble de l'œuvre lui est attribué par le festival méditerranéen de Bastia.
Depuis la rentrée 2020, il est présentateur et producteur de l'émission L'entretien littéraire sur France Culture, émission diffusée le dimanche, sous le nom initial de La salle des machines.
Fin 2020 est publié son roman Le Banquet annuel de la confrérie des fossoyeurs, qui se déroule dans son Poitou natal, autour de Niort, roman auquel il a travaillé durant 10 années.

### Vie privée
Sa femme, Anna, est professeure d’arabe et traductrice. Ils ont une fille, Alia, née en 2003.

### Décoration
- Officier de l'ordre des Arts et des Lettres (10 février 2016[22])

## Style

### Érudition
Le style littéraire de Mathias Énard est souvent décrit comme « érudit ». Cela s’explique par l’inclusion de fragments réels soigneusement prélevés dans l’histoire et les arts,,. On peut, dans ces circonstances, parler d’une « littérature encyclopédique ». Malgré leur nature « semi-académique », les romans de Mathias Énard revendiquent une esthétique singulière dans laquelle la métaphore joue un rôle pertinent,.
Concernant la syntaxe, on peut constater qu’Énard tend à construire de longues phrases, qui parfois se prolongent de manière que le lecteur inattentif se perde avant de les finir. Son premier roman, La Perfection du tir, qui se caractérise par un récit plus factuel constitué de phrases courtes est une exception ; ce livre possède toutefois certains fragments qui laissent entrevoir le style des livres suivants. Avec Zone, cette inclination pour les phrases interminables atteint son paroxysme, une seule phrase sur 500 pages se déployant sur la totalité du roman.
On trouve fréquemment des éléments autoréflexifs dans les œuvres d'Énard, comme de l'intertextualité. Celle-ci se manifeste souvent par des références explicites à d'autres livres,, mais aussi de manière plus subtile, par exemple à travers certains personnages ou situations de la narration . En outre, le lecteur est souvent convié à une certaine forme de jeu, qui consiste à relier « l’intérieur », c’est-à-dire l’histoire, le contenu, avec son « extérieur », la forme du livre comme contenant. Dans Rue des Voleurs, on peut observer que le thème de l’entre-deux est particulièrement développé dans le deuxième chapitre qui non seulement occupe le milieu de l'ouvrage (le roman compte trois chapitres), mais qui de plus est intitulé « Barzakh », ce qui désigne un monde intermédiaire selon le Coran. Dans Zone, le nombre de pages correspond aux kilomètres parcourus par le narrateur, et dans Boussole, chaque page équivaut à 90 secondes dans le récit.
L’oralité chez Énard varie. En effet, selon le narrateur, l’auteur utilise un discours et un niveau de langue différents. « Le dit et l’écrit » s’unissent pour laisser s’exprimer la voix du narrateur qui diffère selon son origine, sa condition sociale ou son âge. Ainsi, Lakhdar étaie souvent ses propos de l’expression : « que Dieu me pardonne[source insuffisante] » issue de sa religion musulmane alors que le héros de La Perfection du tir s’exprime en phrases courtes et crues, témoignage de sa jeunesse et de la cruauté de son travail : « je ne sais pas pourquoi, mais je me souviens de tous mes tirs. Je ne les confonds pas, ils sont tous différents. Je ne choisis que les plus difficiles » ; tandis que dans Boussole, le narrateur est un musicologue érudit qui n’hésite pas à employer un vocabulaire choisi et poétique, une syntaxe complexe : « éclair du premier contact de nos lèvres, maladroitement après nos joues, des lèvres gourdes et avides, qui se perdent aussi sur les doigts qui parcourent nos visages ». Le but d’une telle oralité ou au contraire d’une écriture très classique est de plonger le lecteur dans la situation du narrateur puisque la parole de ce dernier donne à voir le monde de manière singulière.

### Narration
L’auteur écrit habituellement à la première personne, via des narrateurs homodiégétiques. Il évite les discours directs, ce qui semble priver les autres personnages de leur voix, renforçant ainsi la focalisation interne. La narration s’élabore souvent rétrospectivement ; les narrateurs la construisent en évoquant leurs souvenirs. Cette manière de raconter, tout en étant fréquemment interrompue par différentes anecdotes réelles, « étire le temps et l’espace romanesques au-delà de leurs limites traditionnelles » et cause une certaine désorientation du lecteur.
Le narrateur, autant dans La Perfection du tir que dans Rue des voleurs et Boussole, est la voix qui mène le roman. D’ailleurs, pour Énard, les narrateurs sont d’abord des voix qui présentent leur réalité. La première phrase de La Perfection du tir : « le plus important, c’est le souffle[source insuffisante] » laisse à penser que l’on peut rapprocher le souffle de la respiration de la voix du narrateur qui est la seule à s’exprimer pendant tout le roman. Cependant, parfois, la voix du narrateur n’est pas la seule du roman. C’est ainsi que dans Parle-leur de batailles, de rois et d’éléphants, la voix du narrateur, Michel-Ange et celle de deux protagonistes, Mesihi et la danseuse, sont intercalées. De cette manière, le monde oriental est perçu par trois points de vue différents.

### Rythme dans les œuvres d'Énard
Énard avoue choisir un rythme pour ses romans, rythme qui échappe parfois au lecteur. Par exemple, dans Parle-leur de batailles, de rois et d’éléphants, l’alexandrin domine non seulement dans le titre, mais on retrouve de nombreuses occurrences dans le texte (bien que le titre ne soit pas proprement dit un alexandrin ; batailles à la césure se découpant en trois pieds. Mais attendu qu'il est sujet du rythme, le titre se subvocalise en douze syllabes). On y retrouvé aussi de nombreux noms exotiques sont comme une invitation au voyage : « cipolin, ophite, sérancolin, serpentin, cannelle, dauphin, porphyre, brocatin, obsidien[source insuffisante] ». Le rythme est accentué par la rime entre les deux alexandrins : « serpentin » et « obsidien ». Le même travail sur le rythme de la phrase est présent dans La Perfection du tir où les phrases scandées de virgules traduisent le rythme cardiaque rapide du sniper : «j’avais une kalachnikov, je suais tout ce que je pouvais, il faisait chaud et j’avais peur[source insuffisante] ». Si l’écriture de Parle-leur de batailles, de rois et d’éléphants est d’une grande poésie tout du long, celle de La Perfection du tir l’est moins car le sujet violent ne le permet pas mais par le rythme des périodes Énard cherche à rendre au réel sa part de poésie : « Aucun « réalisme poétique » dans cette parole hybride qui défigure le réel pour le rendre habitable, mais une poétique de la langue qui sans vouloir l’imiter dit le réel dans son intensité même»

## Œuvres
- La Perfection du tir, Actes Sud, 2003 ; rééd. Babel, Actes Sud, n°903, 2008

- Remonter l’Orénoque, Actes Sud, 2005 ; rééd. Babel, Actes Sud, n°1373, 2016
- Bréviaire des artificiers (ill. Pierre Marquès), Éditions Verticales / Gallimard, 2007
- Zone, Actes Sud, 2008 ; rééd. Babel, Actes Sud, n° 1020, 2010

- Parle-leur de batailles, de rois et d'éléphants, Actes Sud, 2010 ; rééd. Babel, Actes Sud, n° 1153, 2013

- L'Alcool et la Nostalgie, Paris, Éditions Inculte, 2011, 86 p. (ISBN 978-2-916940-48-9)[43] ; rééd. Babel, Actes Sud, n° 1111, 2012
- Rue des voleurs : roman, Arles, Actes Sud, 2012, 251 p. (ISBN 978-2-330-01267-0)

- Tout sera oublié (ill. Pierre Marquès), Arles, Actes Sud, 2013, 137 p. (ISBN 978-2-330-01808-5)
- Boussole, Actes Sud, 2015, 400 p.  (ISBN 978-2-330-05312-3)

- Dernière communication à la société proustienne de Barcelone, Inculte/Dernière marge, 2016  (ISBN 9791095086345)
- Désir pour désir, RMN, collection Cartels, 2018[49]  (ISBN 978-2711870981)
- Prendre refuge, coécriture et dessins de Zeina Abirached, Casterman, 2018 - bande dessinée
- Le Banquet annuel de la confrérie des fossoyeurs[20], Actes Sud, 2020, 432 p.  (ISBN 9782330135508)
- Déserter, Actes Sud, 2023, 256 p.  (ISBN 978-2330181611)
- Mélancolie des confins : nord, Actes Sud, 2024, 305 p.  (ISBN 978-2330196950)

## Traductions
- Traduction du persan au français[50] :

Mirzâ Habib Esfahâni, Épître de la queue, Minimales/Verticales / éditions Gallimard, 2004 (ISBN 978-2-84335-207-2)
- Traduction de l'arabe (Liban) au français[50] :

Yussef Bazzi (de) (trad. de l'arabe), Yasser Arafat m'a regardé et m'a souri : journal d'un combattant, Paris, Verticales / Gallimard, 2007, 129 p. (ISBN 978-2-07-078594-0)

## Adaptation cinématographique de son œuvre
- À cœur ouvert, film français de Marion Laine, réalisé en 2012, a été adapté du roman Remonter l'Orénoque (2005).